# Mérő László
Mérő László (Budapest, 1949. december 11. –) magyar matematikus, publicista, pszichológus, játékfejlesztő, az ELTE Pszichológiai Intézetének és a Babeș–Bolyai Tudományegyetemnek professzora. Elsősorban ismeretterjesztő könyveiről, előadásairól ismert.

## Élete
Mérő László 1968-ban érettségizett a Berzsenyi Dániel Gimnáziumban. 1974-ben az ELTE matematikus szakán végzett (M.Sc.). Kontúrkeresés zajos digitalizált képekben címen a mesterséges intelligencia témakörében védte meg disszertációját, ezzel 1980 végén megszerezte a műszaki tudományok kandidátusa (C.Sc.) fokozatot.
1974-től 1984-ig a Magyar Tudományos Akadémia Számítástechnikai és Automatizálási Kutatóintézetében (SZTAKI) tudományos segédmunkatárs, munkatárs, 1980-tól főmunkatárs. Eleinte képfeldolgozással, alakfelismerő algoritmusokkal foglalkozott, majd érdeklődése egyre inkább a mesterséges intelligencia felé fordult: új elvű heurisztikus keresőalgoritmusokkal, alakfelismerő algoritmusokkal foglalkozott. Heurisztikus keresőeljárásokkal kapcsolatos eredményeit nemzetközi szaklapokban publikálta.
1980 óta tart kurzusokat magyar és angol nyelven hazai és külföldi egyetemeken.
1984–2004 között az ELTE egyetemi docense. Kutatásokat végzett a gazdaságpszichológiai, gondolkodási és döntési folyamatok, játékelmélet, memetika, pszichofizika, transzlogika témaköreiben. Kurzusai: emberi gondolkodás, gazdaságpszichológia, gondolkodási stratégiák, játékelmélet, logika és intuíció, matematikai statisztika, mesterséges intelligencia, módszertan, pszichológia, pszichometria.
Alapítótárs és 1987–2003-ig ügyvezető igazgató a külföldi megrendelésre játékokat gyártó Phone2Play Számítástechnikai Fejlesztő Rt. elődeinél (Androsoft Rt., Novotrade Rt., Interactive Kft., Intellrobot Kft.). Főbb projektjeik: tizenkét videójáték fejlesztése a Sega of America és egyéb amerikai cégek számára, mobiltelefonos játékok az AT&T, Nokia és Walt Disney Inc. számára, a Rubik's Games című játék CD kifejlesztésének vezetése Rubik Ernővel együttműködve a Hasbro Interactive számára. Az ő „találmánya” többek között az Egyszámjáték néven ismert stratégiai játék.
1998 és 2002 között a Széchenyi professzori ösztöndíj keretében végezhette kutatómunkáját, időközben 2001-ben pszichológiai témájú disszertációval habilitált az ELTE-n.
2003-tól üzleti coaching és tanácsadói tevékenység vállalati felső vezetőknek. Szintén 2003-tól Darwin's Marketing Evolution alapítótársa, szenior tanácsadó, tevékenységük a memetikai elvű marketingkutatás módszertanának kidolgozása, memetikai marketingkutatás és tanácsadás (Abbott, E.ON, EPA Média, K&H Bank, L’Oréal, Magyar Posta, MOL, MVM, OTP, Samsung, SAP, Shell, T-Mobile, Magyar Telekom, Vodafone, összesen több, mint 50 projekt).
2005-től az Eötvös Loránd Tudományegyetem Pszichológiai Intézetének egyetemi tanára, 2007-től a Babeș–Bolyai Tudományegyetem (Kolozsvár) Pszichológia szakának egyetemi tanára.
2003 és 2019 között kolumnista a Magyar Narancs, majd a HVG folyóiratokban. Több magyar és angol nyelvű könyv társszerzője, lektorált nemzetközi szakfolyóiratokban több mint 30 angol nyelvű publikációja jelent meg.
2018-tól a Tudományos Stand-Up előadója, 2021-től társtulajdonosa.

## Családja
Felesége 1976-tól Kovácsházy Éva iparművész. Két gyermekük született, fiuk Mérő Csaba (1979–) szoftverfejlesztő, big data szakértő, gomester, lányuk Mérő Vera (1984–) médiadesigner, kommunikációs szakember, publicista, emberi jogi aktivista, a 2014-ben alakult és 2021-ben bejegyzett Nem tehetsz róla, tehetsz ellene (NTRTE) Alapítvány egyik alapítója.

## Díjai, kitüntetései
- 1968 – Bronzérem (10. Nemzetközi Matematikai Diákolimpia, Moszkva)[11]
- 1974 – Rényi Kató-emlékdíj[12]
- 1997 – bronzérmes magyar csapat tagja (6th World Puzzle Championship, Horvátország)[13]
- 1999 – Az 1998. Év Tudományos Könyve Németországban díj (a Mindenki másképp egyforma című könyv német kiadásáért)[6]
- 2005 – Budapestért díj[14]
- 2009 – Eötvös József-díj[15]
- 2009 – I. helyezés (Országos Scrabble-bajnokság)[6]
- 2013 – Who Is Who Award, Gazdaság kategória[6]
- 2019 – a zsűri első díja (Nob Yoshigahara Puzzle Design Competition, a Mondrian Blocks játékért, amely a Nyolcrétű út könyvhöz tartozó játék továbbfejlesztése)[16]
- 2019 – Mom’s Choice Awards Gold Award (a Mondrian Blocks játékért, amely a Nyolcrétű út könyvhöz tartozó játék továbbfejlesztése)[17]

## Önálló kötetei
- Konturkeresés zajos digitalizált képekben: Kandidátusi értekezés. Budapest: SZTAKI. 1979.  = Tanulmányok / MTA Számítástechnikai és Automatizálási Kutató Intézet,  96 - 1979. ISBN 963-311-087-4  100 o.
- A pszichológiai skálázás matematikai alapjai: Bölcsészettudományi karok, egységes jegyzet. Budapest: Tankönyvkiadó. 1987.   145 o.
- A mesterséges intelligencia és a kognitív pszichológia kapcsolata. Szerk. Szabóné Szetey Ildikó. Budapest: Tankönyvkiadó. 1988.   (ELTE TTK jegyzet) 48 o.
- Észjárások: A racionális gondolkodás korlátai és a mesterséges intelligencia. Budapest: Akadémiai; Optimum. 1989.  ISBN 963-05-5300-7  274 o.
- Mindenki másképp egyforma: A játékelmélet és a racionalitás pszichológiája. Budapest: Tericum. 1996.  ISBN 963-8453-19-2  357 o.
- Új észjárások: A racionális gondolkodás ereje és korlátai. [Budapest]: Tericum. 2001.  ISBN 963-8453-54-0  391 o.
- Az élő pénz: A gazdasági vállalkozások eredete és az evolúció logikája. Budapest: Tericum. 2004.  ISBN 963-8453-84-2  414 o.
- Maga itt a tánctanár?: Pszichológia, moralitás, játék és tudomány. [Budapest]: Tericum. 2005.  ISBN 963-8453-97-4  198 o.
- A pénz evolúciója: A gazdasági vállalkozások eredete és a darwini evolúció logikája. Budapest: Tericum. 2007.  ISBN 978-963-9633-33-9  348 o.
- Észjárások – remix: A racionális gondolkodás ereje és korlátai. Budapest: Tericum. 2008.  ISBN 978-963-9633-50-6  305 o.
- Az elvek csapodár természete: Az érzelmek, az értelem és a hit erejéről. Budapest: Tericum. 2008.  ISBN 978-963-9633-48-3  229 o.
- Az érzelmek logikája. Budapest: Tericum. 2010.  ISBN 978-963-9633-74-2  341 o.
- Mit gondol a golyó?: Ötperces esszék. Budapest: Tericum. 2012.  ISBN 978-963-9633-98-8  221 o.
- A csodák logikája: A kiszámíthatatlan tudománya. Budapest: Tericum. 2014.  ISBN 978-615-5285-36-3  327 o.
- Emberi matek: Ötperces írások. [Budapest]: Tericum. 2016.  ISBN 978-963-438-006-1  220 o.
- Nyolcrétű út: A szellemi rugalmasság fejlesztése, benne 333 nyolcrétű rejtvény, játéktáblával. [Budapest]: Tericum. 2017.  ISBN 978-963-438-025-2  231 o.
- Az ész segédigéi: A tudás és a nemtudás pszichológiája. [Budapest]: Tericum. 2019.  ISBN 978-963-438-061-0  338 o.
- Hogyan látják a pszichológusok A kis herceget?: Tanulságos életleckék felnőtteknek. Budapest: Lettero. 2021.  ISBN 978-615-5685-09-5  165 o. (Boldizsár Ildikóval, F. Várkonyi Zsuzsával, Muszbek Katalinnal, Szél Dáviddal, Tari Annamáriával)
- A dörzsölt szélkakas: Facebook, gazdaság, politika. Budapest: Tericum. 2021.  ISBN 978-963-438-096-2

### Idegen nyelven kiadott kötetei
- Észjárások (1989)
  - Angolul: Ways of thinking: The limits of rational thought and artificial intelligence. Translation by Anna C. Gősi-Greguss. Singapore; Teaneck: World Scientific. 1990.  ISBN 9810202660  252 o.

Habits of mind: The power and limits of rational thought. [New York]: Copernicus. 2001.  ISBN 038795077X 
  - Olaszul: I limiti della razionalità: Intuizione, logica e trance-logica. Trad. M. Buono. Bari: Dedalo. 2005.  ISBN 8822002253  387 o.
- Mindenki másképp egyforma (1996)
  - Németül: Optimal entschieden?: Spieltheorie und die Logik unseres Handelns. Übersetzer Anita Ehlers. Basel; Boston; Berlin: Birkhäuser. 1998.  ISBN 3-7643-5786-X  348 o.

Die Logik der Unvernunft: Spieltheorie und die Psychologie des Handelns. Reinbek bei Hamburg: Rowohlt-Taschenbuch-Verlag. 2000.  ISBN 3499608219  348 o.
  - Angolul: Moral calculations: Game theory, logic, and human frailty. Transl. by Anna C. Gösi-Greguss. [New York]: Copernicus. 1998.  ISBN 0-387-98419-4  276 o.
  - Franciául: Les aléas de la raison: De la théorie des jeux à la psychologie. Trad. par Jean-Léon Muller. Paris: Seuil. 2000.  ISBN 2-02-033924-2  324 o.
  - Spanyolul: Los azares de la razón: Fragilidad humana, cálculos morales y teoría de juegos. Buenos Aires: Paidós Ibérica. [2001].  ISBN 8449309654  291 o.
  - Olaszul: Calcoli morali. Teoria dei giochi, logica e fragilità umana ISBN 8822002105
  - Románul: Logica (i)raţionalităţii: Teoria jocurilor şi psihologia deciziilor umane. Cluj-Napoca: RTS. 2007.  ISBN 9789731816128
- Új észjárások (2001)
  - Németül: Die Grenzen der Vernunft: Kognition, Intuition und komplex Denken. Deutsch von Anita Ehlers. Reinbek bei Hamburg: Rowohlt-Taschenbuch-Verlag. 2008.  ISBN 978-3-499-61419-4  446 o.
- A pénz evolúciója (2007)
  - Olaszul: L’evoluzione del denaro: Darwin e l’origine dell’economia. Bari: Dedalo. 2007.  = La Scienza Nuova,  136. ISBN 978-88-220-0236-5  302 o.
  - Németül: Die Biologie des Geldes: Darwin und der Ursprung der Ökonomie. Dt. von Anita Ehlers. Reinbek bei Hamburg: Rowohlt-Taschenbuch-Verlag. 2009.  ISBN 3499624303  346 o.
- A csodák logikája (2014)
  - Angolul: The logic of miracles: Making sense of rare, really rare, and impossibly rare events. Translated by Márton Moldován. New Haven; London: Yale University Press. [2018].  ISBN 030022415X  275 o.
  - Oroszul: Логика чудес: Осмысление событий редких, очень редких и редких до невозможности. Перевод Дмитрия Прокофьева. Москва: Колибри. 2019.  ISBN 9785389176447 
  - Arabul: منطق المعجزات [Mantik am-muedzsazát]. Transl. by Ahmed Karám as-Salabí (لأحمد كرم الشلبي). Amman: al-Biruni. 2020.